# Marinha Grande
Marinha Grande é uma cidade portuguesa no distrito de Leiria, na província da Estremadura, integrando a Comunidade Intermunicipal da Região de Leiria, na região do Centro de Portugal, com 7 857 habitantes (2021).
É sede do município da Marinha Grande com 187,25 km² de área e 39 032 habitantes (2021), subdividido em 3 freguesias. O município é delimitado a norte e leste pelo município de Leiria, a sul pelo Alcobaça e a oeste é banhado pelo oceano Atlântico.
Desde o princípio do século XX que a evolução demográfica da Marinha Grande tem sido positiva. Nos últimos anos, tem apresentado taxas de crescimento superiores à sua área envolvente[carece de fontes?], tomando como referência o distrito de Leiria ou a antiga sub-região do Pinhal Litoral. O desenvolvimento do sector industrial na Marinha Grande, está na base de tal crescimento populacional.
Aquando do Recenseamento da População em 1991, a freguesia da cidade da Marinha Grande possuía 26 628 habitantes, sendo 13 000 homens e 13 628 mulheres.
De acordo com os censos preliminares, referentes a 2001, a freguesia da Marinha Grande registou um aumento populacional na ordem dos 6,4%, contando a mesma com um total de 28 329 habitantes. A superioridade numérica do sexo feminino mantém-se, tendo em conta que foram contabilizados 13 842 homens e 14 487 mulheres. Há a registar, desde a realização do último recenseamento, um aumento quer da população masculina, quer da população feminina.
No dia 15 e 16 de outubro de 2017, a Marinha Grande, mais precisamente no Pinhal de Leiria, foi assolada por um grande incêndio onde estiveram cerca de 500 bombeiros.
Em 2018, a Marinha Grande voltou a ser o município líder distrital de exportações e, apesar de haver 72 municípios em Portugal com mais população, a Marinha Grande tornou-se o segundo município do País que mais contribui para o crescimento das exportações em todo o país.

## Freguesias

Freguesias do município da Marinha Grande.

O município da Marinha Grande está dividido em 3 freguesias:
- Marinha Grande
- Moita
- Vieira de Leiria

## Localização
A Marinha Grande é um município litoral, entre as cidades de Lisboa (120 km) e Porto (180 km). Pertence ao distrito de Leiria (a 15 km).
A Norte e Este faz fronteira com o município de Leiria, a Sul com o de Alcobaça e a Oeste com o Oceano Atlântico.
Próximo da cidade é possível visitar a Praia da Nazaré, Mosteiro de Alcobaça, Castelo de Leiria, Mosteiro da Batalha, Castelo de Porto de Mós, Castelo de Ourém e Castelo de Pombal.

## Heráldica
Em 28 de janeiro de 1921 foi apresentada a primeira proposta para as Armas, Bandeira e Selo da Marinha Grande, à Associação dos Arqueólogos Portugueses. A proposta foi objeto de diversas alterações segundo as regras oficiais da época, vindo ainda a ser modificada pela Comissão Heráldica em 20 de novembro de 1934. A simbologia, da então vila, ficou com o seguinte teor:

### Armas
De vermelho, com um pinheiro de ouro frutado de verde, sustido de negro realçado de ouro, saínte de contrachefe de dunas de areia de prata, o tronco do pinheiro acompanhado de duas vieiras de ouro. Coroa mural de prata com quatro torres. Listel branco com os dizeres a negro “ Vila da Marinha Grande”.
O vermelho do campo indica heraldicamente a força, o vigor, a atividade, enfim a constante energia. 
O pinheiro, o realce do seu tronco e as vieiras são de ouro por este ser o metal mais rico e que significa poder e liberdade. 
O frutado de verde é associado à firmeza e honestidade. 
As dunas de areia de prata esmalte denotam humildade e riqueza.

### Bandeira
Foi desenhada pelo marinhense João de Magalhães Júnior logo após a restauração do concelho. Esquartelada de amarelo e negro, cordões e borlas de ouro e negro. Haste e lança de ouro.
Girondada de oito peças de amarelo e negro. Cordão e borlas de ouro. Haste e lança de ouro.

### Selo
Circular, tendo ao centro as peças de armas sem indicação aos esmaltes. Em volta dentro dos círculos concêntricos os dizeres  “Câmara Municipal da Marinha Grande”.
A simbologia inicial sofreu alterações ao longo dos anos, de acordo com as legislações vigentes nas respetivas épocas, bem como na altura de elevação a cidade em 11 de Março de 1988. A última transformação e atual definição, efetuou-se a 21 de Junho de 1996. Passando a simbologia da Cidade a ser representada da seguinte forma:
Nos termos da Lei, com a legenda: “ Câmara Municipal da Marinha Grande”.

### Brasão
Escudo de vermelho, com um pinheiro frutado de verde e troncado de negro, saínte de contra-chefe de dunas de areia, de ouro, acompanhado de duas vieiras do mesmo. Coroa mural de prata com cinco torres. Listel branco com a legenda a negro, em maiúsculas “MARINHA GRANDE”.

## História
A Marinha Grande é uma ocupação humana recente, se comparada com cidades vizinhas como Leiria e Alcobaça; ela nasce com a iniciativa industrial de Guilherme Stephens, patrocinada pelo Marquês de Pombal, que associou a abundância de madeira e areia para aqui criar a indústria vidreira de que fez a força da vila - e que, mais tarde, veio a dar origem à indústria de plásticos e moldes. É datado de 1776 o marco de pedra, que hoje pode ser visitado no Museu do Vidro, com a inscrição: "Por ordem de Sua Majestade todas as lenhas do Pinhal que estão em huma légua o redor deste marco pertencem à Fábrica de Vidros".
Nascida com a Revolução Industrial, a Marinha Grande foi um dos grandes pólos dos movimentos políticos associados à emancipação do proletariado. O símbolo maior desta posição socio-política é o facto de a Marinha Grande ter tomado a dianteira na revolta de 18 de Janeiro de 1934 contra a II República, tendo sido aqui que as forças leais ao governo de Salazar encontraram maior oposição.
A Marinha Grande foi elevada a cidade em 11 de Março de 1988.
Actualmente, e apesar dos receios surgidos na viragem do século com a falência de muitas PME do sector dos moldes face à concorrência de países emergentes como o México ou a China, as empresas marinhenses têm conseguido adaptar-se às exigências da globalização. A "Marinha" (como é localmente designada, de modo informal) é, juntamente com Oliveira de Azeméis, o motor da indústria de moldes nacional.

## População
| Número de habitantes | Número de habitantes | Número de habitantes | Número de habitantes | Número de habitantes | Número de habitantes | Número de habitantes | Número de habitantes | Número de habitantes | Número de habitantes | Número de habitantes | Número de habitantes | Número de habitantes | Número de habitantes | Número de habitantes | Número de habitantes |
| -------------------- | -------------------- | -------------------- | -------------------- | -------------------- | -------------------- | -------------------- | -------------------- | -------------------- | -------------------- | -------------------- | -------------------- | -------------------- | -------------------- | -------------------- | -------------------- |
| 1864                 | 1878                 | 1890                 | 1900                 | 1911                 | 1920                 | 1930                 | 1940                 | 1950                 | 1960                 | 1970                 | 1981                 | 1991                 | 2001                 | 2011                 | 2021                 |
| 6 055                | 7 469                | 8 606                | 9 611                | 10 677               | 10 995               | 11 888               | 14 708               | 17 663               | 20 483               | 23 449               | 31 284               | 32 234               | 35 571               | 38 699               | 39 024               |

(Obs.: Número de habitantes "residentes", ou seja, que tinham a residência oficial neste município à data em que os censos  se realizaram.)
|                | 1920  | 1930  | 1940  | 1950  | 1960  | 1970   | 1981   | 1991   | 2001   | 2011   | 2021   |
| 0-14 Anos      | 3 644 | 4 262 | 4 886 | 5 166 | 6 031 | 6 515  | 7 994  | 6 147  | 5 253  | 5 803  | 5 051  |
| 15-24 Anos     | 2 037 | 2 438 | 2 727 | 3 504 | 3 318 | 3 780  | 5 043  | 5 589  | 4 779  | 3 749  | 4 068  |
| 25-64 Anos     | 4 086 | 4 776 | 5 909 | 7 797 | 9 929 | 11 305 | 15 548 | 18 010 | 20 072 | 21 984 | 20 813 |
| = ou > 65 Anos | 572   | 765   | 927   | 1 021 | 1 205 | 1 750  | 2 699  | 3 797  | 5 467  | 7 163  | 9 092  |

(Obs: município restaurado pela lei nº 644, de 20/01/1917, por desanexação de lugares do município de Leiria
De 1900 a 1950 os dados referem-se à população "de facto", ou seja, que estava presente no município à data em que os censos se realizaram. Daí que se registem algumas diferenças relativamente à designada população residente)

## Cultura
A ocupação relativamente recente torna a Marinha uma cidade sem muita história. Na cidade é possível visitar o Museu do Vidro (no Palácio Stephens), inaugurado em dezembro de 1998, que contem peças artesanais em vidro e funciona como museu municipal, o Museu Joaquim Correia, com esculturas privadas do artista que dá nome ao museu, a Casa-Museu 18 de Janeiro de 1934 e Museu do Molde, no Edifício da Resinagem.
Tal como outros municípios da antiga região turística Leiria-Fátima, a vertente turística da Marinha Grande é voltada principalmente para o turismo balnear, nas praias de São Pedro de Moel e Praia da Vieira, havendo turistas estrangeiros que procuram estas praias para férias em Portugal.
A Praia da Vieira é ainda um dos poucos locais em Portugal onde é possível assistir à pesca através da Arte Xávega.
Recentemente, a Câmara Municipal tomou a iniciativa de organizar as Festas da Cidades, a decorrer no primeiro fim de semana de Junho, que conta com tasquinhas e artistas de reconhecimento nacional, e move mais de 25.000 pessoas.
Em outubro realizam-se as festas em honra de Nossa Senhora do Rosário, santa padroeira da cidade.

## Economia
A economia da Marinha Grande é principalmente baseada no sector secundário (indústria).
O contexto histórico da cidade assenta na Indústria Vidreira, que foi o principal motor financeiro do município e continua a ser um dos principais, com a existência de várias fábricas de produção de objectos em vidro, como garrafas, copos e peças de decoração.
Nos últimos 50 anos começou a desenvolver-se na cidade a indústria de moldes para plásticos, desenvolvendo bastante a cidade. Hoje em dia, a Marinha Grande tem centenas de empresas de apoio ao fabrico de moldes e produção de plásticos, que inicialmente eram principalmente para o ramo automóvel, mas actualmente já saem da Marinha Grande plásticos para todas as aplicações.
Embora no Verão a Marinha Grande seja procurada para o turismo balnear, o sector terciário (que inclui turismo) não representa um marco económico comparado à indústria.
O sector primário (agricultura, pecuária e pescas) não é muito explorado na Marinha Grande. A maioria das produções agrícolas é exclusivamente para consumo próprio. Na Praia da Vieira, ainda existe a pesca por Arte Xávega, com venda ao público, mas não representa um marco económico da Marinha Grande.

## Política

### Eleições autárquicas[17]
| Data | %     | V     | %            | V            | %       | V       | %    | V    | %              | V         | %              | V      | %              | V       | %              | V      | %              | V   | %              | V   | %   | V   | %   | V   | %  | V  | Participação |                |
| Data | PS    | PS    | FEPU/APU/CDU | FEPU/APU/CDU | PPD/PSD | PPD/PSD | GDUP | GDUP | PCTP/MRPP      | PCTP/MRPP | UDP/BE         | UDP/BE | POUS           | POUS    | CDS-PP         | CDS-PP | PRD            | PRD | GCE            | GCE | MPT | MPT | PPM | PPM | CH | CH | Participação |                |
| ---- | ----- | ----- | ------------ | ------------ | ------- | ------- | ---- | ---- | -------------- | --------- | -------------- | ------ | -------------- | ------- | -------------- | ------ | -------------- | --- | -------------- | --- | --- | --- | --- | --- | -- | -- | ------------ | -------------- |
| Data | 1976  | 42,37 | 4            | 38,72        | 3       | 10,48   | -    | 4,16 | -              | 1,26      | -              |        |                |         |                |        |                |     |                |     |     |     |     |     |    |    |              | 71,32 / 100,00 |
| 1979 | 29,58 | 2     | 46,34        | 4            | 19,44   | 1       |      |      | 0,42           | -         | 1,78           | -      | 0,61           | -       | 75,53 / 100,00 |        |                |     |                |     |     |     |     |     |    |    |              |                |
| 1982 | 28,26 | 2     | 47,91        | 4            | 15,00   | 1       |      |      | 1,22           | -         | 0,90           | -      | 3,34           | -       | 71,62 / 100,00 |        |                |     |                |     |     |     |     |     |    |    |              |                |
| 1985 | 34,68 | 3     | 51,96        | 4            |         |         | 0,45 | -    | 0,81           | -         | 0,84           | -      |                |         | 7,98           | -      | 63,17 / 100,00 |     |                |     |     |     |     |     |    |    |              |                |
| 1989 | 36,26 | 3     | 44,12        | 3            | 15,97   | 1       |      |      |                |           |                |        |                |         | 55,27 / 100,00 |        |                |     |                |     |     |     |     |     |    |    |              |                |
| 1993 | 40,85 | 3     | 39,80        | 3            | 11,65   | 1       | 3,09 | -    | 59,85 / 100,00 |           |                |        |                |         |                |        |                |     |                |     |     |     |     |     |    |    |              |                |
| 1997 | 44,10 | 4     | 34,76        | 3            | 10,78   | -       | 1,64 | -    | 3,68           | -         | 55,45 / 100,00 |        |                |         |                |        |                |     |                |     |     |     |     |     |    |    |              |                |
| 2001 | 38,19 | 3     | 36,10        | 3            | 15,29   | 1       |      |      | 2,47           | -         | 2,75           | -      | 54,17 / 100,00 |         |                |        |                |     |                |     |     |     |     |     |    |    |              |                |
| 2005 | 36,42 | 3     | 38,74        | 3            | 11,53   | 1       | 6,05 | -    | 1,76           | -         | 55,00 / 100,00 |        |                |         |                |        |                |     |                |     |     |     |     |     |    |    |              |                |
| 2009 | 36,09 | 3     | 31,43        | 3            | 17,70   | 1       | 5,67 | -    |                |           | 5,80           | -      | 55,21 / 100,00 |         |                |        |                |     |                |     |     |     |     |     |    |    |              |                |
| 2013 | 29,93 | 2     | 24,75        | 2            | 10,60   | 1       | 2,79 | -    | 1,07           | -         | 12,01          | 1      | 47,25 / 100,00 | -       |                |        |                |     |                |     |     |     |     |     |    |    |              |                |
| 2013 | 29,93 | 2     | 24,75        | 2            | 10,60   | 1       | 2,79 | -    | 1,07           | -         | 10,99          | 1      | 47,25 / 100,00 | -       |                |        |                |     |                |     |     |     |     |     |    |    |              |                |
| 2017 | 29,36 | 3     | 24,54        | 2            | 4,86    | -       | 4,84 | -    | 0,80           | -         | 22,05          | 2      | PPD/PSD        | PPD/PSD | CDS-PP         | CDS-PP | 49,51 / 100,00 |     |                |     |     |     |     |     |    |    |              |                |
| 2017 | 29,36 | 3     | 24,54        | 2            | 4,86    | -       | 4,84 | -    | 0,80           | -         | 7,61           | -      | PPD/PSD        | PPD/PSD | CDS-PP         | CDS-PP | 49,51 / 100,00 |     |                |     |     |     |     |     |    |    |              |                |
| 2021 | 21,87 | 2     | 20,54        | 2            | 6,87    | -       | 3,69 | -    | 0,83           | -         | 38,31          | 3      |                |         |                |        | 3,38           | -   | 48,71 / 100,00 |     |     |     |     |     |    |    |              |                |

### Eleições legislativas
| Data | %     | %     | %     | %    | %     | %        | %     | %     | %    | %     | %    | %   | %       | % | %  | %  |
| Data | PS    | PCP   | PSD   | CDS  | UDP   | APU/ CDU | AD    | FRS   | PRD  | PSN   | B.E. | PAN | PSD CDS | L | CH | IL |
| ---- | ----- | ----- | ----- | ---- | ----- | -------- | ----- | ----- | ---- | ----- | ---- | --- | ------- | - | -- | -- |
| 1976 | 40,08 | 35,03 | 9,49  | 5,12 | 1,36  |          |       |       |      |       |      |     |         |   |    |    |
| 1979 | 27,22 | APU   | AD    | AD   | 2,67  | 39,44    | 23,43 |       |      |       |      |     |         |   |    |    |
| 1980 | FRS   | APU   | AD    | AD   | 2,03  | 38,23    | 26,05 | 27,28 |      |       |      |     |         |   |    |    |
| 1983 | 36,06 | APU   | 14,80 | 4,53 | 1,74  | 37,64    |       |       |      |       |      |     |         |   |    |    |
| 1985 | 22,60 | APU   | 16,04 | 3,57 | 1,94  | 30,66    | 20,03 |       |      |       |      |     |         |   |    |    |
| 1987 | 23,95 | CDU   | 33,37 | 2,16 | 1,15  | 25,85    | 7,70  |       |      |       |      |     |         |   |    |    |
| 1991 | 30,80 | CDU   | 35,67 | 2,51 |       | 21,39    | 0,86  | 2,28  |      |       |      |     |         |   |    |    |
| 1995 | 45,30 | CDU   | 19,64 | 8,01 | 0,82  | 21,29    |       |       |      |       |      |     |         |   |    |    |
| 1999 | 44,73 | CDU   | 19,85 | 5,79 |       | 21,92    | 0,24  | 2,53  |      |       |      |     |         |   |    |    |
| 2002 | 39,22 | CDU   | 25,89 | 6,58 | 19,57 |          | 3,90  |       |      |       |      |     |         |   |    |    |
| 2005 | 43,07 | CDU   | 17,57 | 4,01 | 18,33 | 11,49    |       |       |      |       |      |     |         |   |    |    |
| 2009 | 34,74 | CDU   | 16,60 | 6,46 | 17,85 | 16,92    |       |       |      |       |      |     |         |   |    |    |
| 2011 | 26,91 | CDU   | 25,96 | 9,27 | 17,30 | 9,77     | 1,63  |       |      |       |      |     |         |   |    |    |
| 2015 | 29,69 | CDU   | CDS   | PSD  | 16,43 | 15,13    | 1,46  | 25,88 | 0,96 |       |      |     |         |   |    |    |
| 2019 | 35,08 | CDU   | 16,62 | 2,43 | 13,96 | 14,40    | 3,63  |       | 0,88 | 1,43  | 0,92 |     |         |   |    |    |
| 2022 | 43,54 | CDU   | 18,77 | 1,01 | 9,85  | 6,78     | 1,73  | 1,20  | 7,47 | 5,42  |      |     |         |   |    |    |
| 2024 | 29,84 | CDU   | AD    | AD   | 7,80  | 19,43    | 6,40  | 2,23  | 3,32 | 20,05 | 5,64 |     |         |   |    |    |
| 2025 | 25,12 | CDU   | AD    | AD   | 7,07  | 21,83    | 3,17  | 1,53  | 4,58 | 25,49 | 5,75 |     |         |   |    |    |

## Infraestruturas

### Transportes

#### Rodoviários
A Marinha Grande tem uma rodoviária onde param autocarros da Rodoviária do Tejo e da Rede Nacional de Expressos. Estas carreiras ligam a cidade com as localidades vizinhas e com as principais cidades do país, incluindo ligações horárias para Lisboa e frequentes para o Porto.
Existe na cidade a empresa de transportes urbanos TUMG (Transportes Urbanos da Marinha Grande) que assegura conexões regulares dentro da cidade e ainda a Radio Táxis Marinhense, que garante serviço de Táxis.

#### Ferroviários
A Estação Ferroviária da Marinha Grande assegura a conexão com a Linha do Oeste (Lisboa - Figueira da Foz - Coimbra).

#### Autoestradas e vias principais
A Marinha Grande é muito bem servida a nível de autoestradas: tem duas entradas para a A8 (Leiria - Lisboa) e é também servida pela A17 (Marinha Grande - Aveiro), que termina na A29 (Aveiro - Porto, pela Ponte da Arrábida).

### Saúde
A Marinha Grande tem um Centro de Saúde que garante assistência médica permanente e várias clínicas privadas.
Existe ainda Extensão de Saúde nas localidades da Moita, Vieira de Leiria e Garcia.

### Educação
Para além de uma quantidade significativa de Jardins de Infância e Escolas Básicas de 1º Ciclo, a Marinha Grande conta com escolas que garantem o ensino em todos os níveis.
Ensino Básico:
- Escola Professor Alberto Nery Capucho (2º / 3º Ciclos)
- Escola Guilherme Stephens (2º / 3º Ciclos)
- Escola Padre Franklim (2º Ciclo), na freguesia de Vieira de Leiria

Ensino Secundário:
- Escola Secundária Calazans Duarte (3º Ciclo / Secundário)
- Escola Secundária Pinhal do Rei (3º Ciclo / Secundário)
- Escola Secundária José Loureiro Botas (3º Ciclo / Secundário)

Ensino Superior (privado):
- Instituto Superior D. Dinis (Grupo Lusófona)

Ensino Profissional (privado):
- Escola Profissional e Artística da Marinha Grande (Grupo GPS)

Ensino em Língua Estrangeira (privado):
- Colégio Luso-Internacional do Centro

## Personalidades ilustres
- José António Vieira da Silva
- Henrique Neto
- Norberto Barroca
- Lenita Gentil
- Jorge Mourato
- Margarida Balseiro Lopes
- Marco Horácio
- João Portugal
- António Morais Varela
- Joana Morais Varela
- Pedro Miguéis
- Eduardo Beauté